# Platypalpus impexus
Platypalpus impexus är en tvåvingeart som beskrevs av Axel Leonard Melander 1902. Platypalpus impexus ingår i släktet Platypalpus och familjen puckeldansflugor.
Artens utbredningsområde är Michigan. Inga underarter finns listade i Catalogue of Life.